# Anaplectoides pressus
Anaplectoides pressus is een vlinder uit de familie van de uilen (Noctuidae). De wetenschappelijke naam van de soort is voor het eerst geldig gepubliceerd in 1874 door Augustus Radcliffe Grote.